# Lenyrhova heckmanniae
Lenyrhova heckmanniae är en fjärilsart som beskrevs av Aurivillius 1909. Lenyrhova heckmanniae ingår i släktet Lenyrhova och familjen glasvingar. Inga underarter finns listade i Catalogue of Life.